# IC 2581
IC 2581 — галактика типу I3m () у сузір'ї Кіль.
Цей об'єкт міститься в оригінальній редакції індексного каталогу.